# Георгиевка (Актюбинская область)
Георгиевка (каз. Георгиевка) — бывшее село в Актюбинской области Казахстана. Находилось в подчинении городской администрации Актобе. В 2018 году стало жилым массивом города Актобе в составе Алматинского административного района. Входило в состав Курайлинского сельского округа. Код КАТО — 151037300.

## Население
В 1999 году население села составляло 1090 человек (537 мужчин и 553 женщины). По данным переписи 2009 года, в селе проживало 1529 человек (775 мужчин и 754 женщины).